# Hyakko
Hyakko (jap. ヒャッコ) – manga stworzona przez Haruaki Katō. Wydawanie rozpoczęto w darmowym FlexComix Blood udostępnianym w internecie, 16 stycznia 2007 roku. Anime wyprodukowane przez Nippon Animation miało swoją premierową emisję 1 października 2008 roku.

## Fabuła
Hyakko ma miejsce w fikcyjnej Akademii Kamizono (jap. 上園学園 Kamizono Gakuen), ogromnej, prywatnej instytucji zlokalizowanej na wyspie Kiusiu w Japonii. Fabuła koncentruje się na codziennych przygodach czterech głównych bohaterek: Torako Kageyamy, Ayumi Nonomury, Tatsuki Iizuki oraz Suzume Saotome. W miarę rozwoju akcji Torako i jej przyjaciółki poznają bliżej swoją klasę 1-6, w której to każdy uczeń zdaje się absolutnie wyjątkową postacią.

## Bohaterowie

### Główne bohaterki
Torako Kageyama (jap. 上下山 虎子 Kageyama Torako)
Bohaterka, na której najczęściej koncentruje się fabuła. Otwarta i koleżeńska, łatwo nawiązująca kontakty.
Tatsuki Iizuka (jap. 伊井塚 龍姫 Iizuka Tatsuki)
Iizuka niejako dopełnia z Torako slapstickowy duet. Jest córką prezesa fikcyjnej spółki E-Lectra i wiedzie bogate życie. Mieszka ze służącą.
Suzume Saotome (jap. 早乙女 雀 Saotome Suzume)
Suzume jest przyjaciółką Torako od czasów gimnazjum. Zazwyczaj cicha, lecz posiada dużą siłę i jeszcze większy apetyt.
Ayumi Nonomura (jap. 能乃村 歩巳 Nonomura Ayumi)
Popularna wśród męskiej części Kamizono z powodu swojego dużego biustu i dosyć naiwnej natury. Z racji swojej nieśmiałości ma problemy z nawiązywaniem kontaktów od czasów gimnazjum.

### Klasa 1-6
Następujące postaci są koleżankami z klasy głównych bohaterek:
Nene Andō (jap. 杏藤 子々 Andō Nene)
Przewodnicząca klasy 1-6. Jest aktywna w samorządzie uczniowskim, chce być przewodniczącą owego samorządu w przyszłości.
Ushio Makunouchi (jap. 幕之内 潮 Makunouchi Ushio)
Trudno przystosowuje się do zasad panujących w szkole, ponadto nie nosi szkolnego mundurka, w związku z czym spekuluje się, czy nie jest młodocianą przestępczynią, mimo iż ona sama zdecydowanie temu zaprzecza. Lubi pudding oraz koty. Ma starszego brata.
Koma Kobayashi (jap. 古囃 独楽 Kobayashi Koma)
Zazwyczaj widziana w towarzystwie Yanagiego Kyōgoku. Zapalona fotografka trudniąca się robieniem z ukrycia uczniom zdjęć, które następnie sprzedaje. Łatwo rozpoznawalna z racji noszenia dużej ilości akcesoriów odzieżowych. Mówi w dialekcie Kansai. Ma młodszego brata i dwie młodsze siostry.
Chie Suzugazaki (jap. 涼ヶ崎 知恵 Suzugazaki Chie)
Powielająca stereotyp inżyniera i naukowca, niemal zawsze widziana z okularami i w kitlu. Jest członkinią Klubu Robotyki. Jej marzeniem jest w przyszłości praca dla E-Lectry.
Inori Tsubomiya (jap. 蕾家 祈 Tsubomiya Inori)
Jest całkiem ładną dziewczyną, ale brakuje jej umiejętności nawiązywania kontaktów. Większa część jej twarzy skryta jest za długimi włosami, przez co przypomina ona ducha obrazowanego w wielu japońskich horrorach. Ma młodszą siostrę o imieniu Iori.
Minato Ōba (jap. 大場 湊兎 Ōba Minato)
Minato to wysoka dziewczyna ze średnimi blond włosami i sporym biustem. Pomimo jej dojrzałego wyglądu, ma bardzo dziecinną osobowość, bardzo łatwo można doprowadzić ją do płaczu.
Tōma Kazamatsuri (jap. 風茉莉 冬馬 Kazamatsuri Tōma)
Tōma jest molem książkowym i nosi okulary. Woli pozostawać sama. Mimo że Torako łatwo ją denerwuje, jest jej dobrą przyjaciółką. Tōma ma starszą siostrę.
Hitsugi Nikaidō (jap. 弐街道 火継 Nikaidō Hitsugi)
Hitsugi to 11-letnia dziewczynka przeniesiona ze szkoły podstawowej akademii Kamizono ze względu na talent matematyczny i w naukach ścisłych. Jednakże nie jest dobra z przedmiotów wymagających zapamiętywania.

### Starsi uczniowie
Shishimaru Sengoku (jap. 戦国 獅々丸 Sengoku Shishimaru)
Shishimaru jest drugoklasistą liceum oraz członkiem klubu Kendo. Jest zakochany w Torako.
Yanagi Kyōgoku (jap. 京極 柳 Kyōgoku Yanagi)
Yanagi to przyjaciel Shishimaru. Tak jak Koma, jego hobby to sprzedawanie zdjęć uczniów z dużym zyskiem. Ma pseudonim "Photoshop".
Kitsune Kageyama (jap. 上下山 狐 Kageyama Kitsune)
Starszy brat Torako, który dokucza jej od dzieciństwa. Wśród studentów Kitsune znany jest jako sadysta w dokuczaniu. Nosi agrafkę na lewym uchu, co kontrastuje ze srebrnym kolczykiem, który nosi Torako.
Oniyuri Kageyama (jap. 上下山 鬼百合 Kageyama Oniyuri)
Starsza siostra Torako. Jest przewodniczącą samorządu uczniowskiego. Wprawdzie jest surowa dla swojej siostry, ale bardzo ją kocha i o nią dba.

### Nauczyciele
Kyōichirō Amagasa (jap. 傘 叶一狼 Amagasa Kyōichirō)
Jest on wychowawcą klasy 1-6. Uważany przez uczniów za nauczyciela przestępców. Jest nałogowym palaczem.
Taiga Nishizono (jap. 西園 大河 Nishizono Taiga)
Taiga to dyrektor akademii Kamizono. Pan w starszym wieku z wąsami. Jego twarz nigdy nie została pokazana; zwykle pokrywa ją cień.

### Pozostałe postaci
Yuki Yagi (jap. 八木 ユキ Yagi Yuki)
Yuki to przyjaciółka Hitsugi ze szkoły podstawowej.

## Anime
Animowana adaptacja napisana przez Yoshihiko Tomizawę i wyreżyserowana przez Michio Fukudę została wyprodukowana przez Nippon Animation. Anime to 13 epizodów wyemitowanych w Japonii między 1 października a 24 grudnia 2008 roku. Program nadawany był na następujących stacjach: TV Aichi, TV Osaka oraz TV Tokyo.